# 蒙卡列里
蒙卡列里是位於義大利西北部皮埃蒙特大區都靈省的一個城市。約距都靈以南9公里。人口約有5.5萬人。始建於12世紀。

## 友好城市
- 德国巴登-巴登
- 希腊Argyroupoli